# Juan de Cetina
Juan de Cetina (Cetina, 1340 - Regne de Granada, 19 de maig de 1397) va ésser un frare franciscà, mort martiritzat a Granada mentre hi predicava amb el seu company Pedro de Dueñas. És venerat com a beat per l'Església catòlica.

## Biografia
Juan va néixer a Cetina, prop de Calataiud en 1340, fill de Juan Lorenzo. Va ésser educat al palau del senyor de Cetina, on era patge. De jove, desenganyat del món i la vida del palau, es retirà a fer vida eremítica, vivint a l'ermita de San Ginés, prop de Cartagena, fent pregària, dejuni i penitència.
Volent fer vida religiosa comunitària, ingressà al convent de San Francisco de Montsó, de l'orde franciscà. Fou novici i es formà en Sagrades Escriptures i disciplines relacionades, essent ordenat prevere. Continuà estudiant a Barcelona, teologia i arts. Mentre hi era, predicava a la ciutat, convertint jueus i musulmans. Volia, però, tornar a la solitud i es retirà a un convent de Xelva, a València, fundat en 1388. Encara que el monestir era molt auster, es retirava sovint a una cova propera, fent-hi penitència encara més rigorosa.
La notícia del martiri a Jerusalem, el novembre de 1391, d'alguns frares franciscans va fer que volgués donar la seva vida per Crist: viatjà a Roma per demanar al papa Bonifaci IX permís per anar a predicar a Terra Santa, però el papa li negà, donant-li permís, però, per predicar als musulmans en qualsevol altre lloc. Juan pensà a anar al Regne de Granada i el provincial de l'orde, per dissuadir-lo, l'envià al convent franciscà de San Francisco del Monte, prop de Còrdova. Hi va viure amb gran austeritat, adquirint fama de santedat. Insistia, però, en anar a predicar als musulmans i, finalment, va obtenir-ne el permís. Amb 56 anys, va marxar cap a Granada amb un company, Pedro de Dueñas.

### Missió a Granada i mort
El 28 de gener de 1397 arribaren a Granada i començaren a predicar. El cadí de la ciutat els feu detenir i tractà de dissuadir-los, ja que, tot i que la pràctica del cristianisme era tolerada, només ho era a títol privat, i n'estava prohibida la predicació i el proselitisme. Continuaren predicant, però, i van ésser empresonats i condemnats a treballs forçats al camp, on van caure malalts. Quan el rei nazarí tornà a la ciutat, els frares van ésser portats a presència seva a l'Alhambra, que els feu torturar. El 19 de maig de 1397, aconsellat pels seus súbdits, el rei va degollar Juan de Cetina, pensant que el jove, sense el seu suport, renunciaria a la seva fe. Pedro, però, va preferir el martiri i fou mort.

## Veneració
Les restes mortals dels frares van ésser recollides pels cristians; uns mercaders catalans van portar-les a la Catedral de Vic, i altres van ésser enviades a Sevilla i Còrdova. Climent XII va aprovar-ne el culte el 29 d'agost de 1731.